# Planá, Tachov
Planá là một thị trấn thuộc huyện Tachov, vùng Plzeňský, Cộng hòa Séc.